# 木乃瀬未奈美
木乃瀬 未奈美（このせ みなみ、12月17日 - ）は、日本の女性声優、女優、歌手、元子役。神奈川県出身。血液型はB型。aniworksに所属していた。
趣味はコスプレ。特技はピアノ、バレエ、ジャズダンス、タップダンス。

## 出演

### テレビアニメ
2008年
- ミチコとハッチン(#17 ベベウ役)

### ドラマCD
Peace Love
- Onstage 〜45人のドタバタ劇〜（虹浦ちの）

### 音楽CD
- SOUNJOY3 - 「Life shooter」
- SOUNJOY5 - 「競争エレベーター」
- SOUNJOY6 - 「朧月」
- SOUNJOY7 - 「茜色の奇跡」
- SOUNJOY8－「輪廻マシンドール」

Peace Love
- rebirth
- 2.5次元ガール
- Awakening of Love

### DVD
Peace Love
- ピースラブ応援バラエティ番組『らぶぴーす』
- 2.5次元ガール
- Awakening of Love

### アプリ
- 天使の二丁拳銃 主題歌「Life shooter」

## 参加ユニット
- Peace Love - aniworksによる2.5次元声優ユニット。虹浦ちの 役。